# إم. بن فيليبس
إم. بن فيليبس (بالإنجليزية: M. Penn Phillips)‏ هو شخصية أعمال أمريكي، ولد في 13 يونيو 1887، وتوفي في 24 مايو 1979.